# Jaroslav Spišiak
Jaroslav Spišiak (* 4. října 1964 Želiezovce) je slovenský policista a politik, od roku 2023 poslanec Národní rady SR za Progresívne Slovensko, v letech 2010 až 2012 prezident Policejního sboru. 

## Život
Narodil se v říjnu 1964 v Želiezovcích. Absolvoval studium na Gymnáziu Želiezovce, následně absolvoval základní vojenskou službu. V roce 1988 se stal členem Sboru národní bezpečnosti (SNB). V letech 1992 až 1995 studoval na Akademii Policejního sboru v Bratislavě, od roku 1995 působil na okresním ředitelství policejního sboru v Dunajské Stredě, v letech 1998 až 2001 zde působil jako okresní ředitel. V roce 2001 jej tehdejší ministr vnitra Ivan Šimko jmenoval prvním viceprezidentem slovenského Policejního sboru. 
V roce 2004 se Spišiak dostal do povědomí médií poté, co uvedl, že organizovaný zločin "má své prsty i v Národní radě". Ve funkci ředitele policejního sboru skončil Spišiak v roce 2006, kdy jej odvolal tehdejší ministr vnitra Robert Kaliňák. Poté se živil jako ředitel ochrany podniku ve společnosti Slovnaft. Nový ministr vnitra Daniel Lipšic v roce 2010 jmenoval Spišiaka do funkce prezidenta Policejního sboru, ovšem v květnu 2012 byl z funkce opět odvolán a jmenován byl novou vládou místo něj Tibor Gašpar. 

### Politické působení
V dubnu 2020 se Spišiak stal poradcem tehdejšího ministra vnitra Romana Mikulce. V březnu 2023 Spišiak oznámil, že vstupuje do hnutí Progresívne Slovensko. V parlamentních volbách v roce 2023 kandidoval na 15. místě kandidátní listiny hnutí. Získal 69 354 preferenčních hlasů a byl zvolen poslancem NR SR. V květnu 2025 uvedl, že na jeho osobu byl celkem šestkrát připravovaný atentát.